# Machaerota confusa
Machaerota confusa är en insektsart som beskrevs av Maa 1963. Machaerota confusa ingår i släktet Machaerota och familjen Machaerotidae. Inga underarter finns listade i Catalogue of Life.